# Commissario europeo dell'Austria
Il commissario europeo dell'Austria è un membro della Commissione europea proposto al Presidente della Commissione dal Governo dell'Austria.
L'Austria ha diritto ad un commissario europeo dal 1º gennaio 1995, data della sua adesione all'Unione europea.

## Lista dei commissari europei dell'Austria
| Commissario            | Competenza                                               | Commissione      | Periodo        | Partito |
| ---------------------- | -------------------------------------------------------- | ---------------- | -------------- | ------- |
| Magnus Brunner         | Affari interni e migrazione                              | von der Leyen II | 2024-in carica | ÖVP     |
| Johannes Hahn          | Bilancio e amministrazione                               | von der Leyen I  | 2019-2024      | ÖVP     |
| Johannes Hahn          | Politica europea di vicinato e negoziati di allargamento | Juncker          | 2014-2019      | ÖVP     |
| Johannes Hahn          | Politica regionale                                       | Barroso II       | 2010-2014      | ÖVP     |
| Benita Ferrero-Waldner | Politica europea di vicinato e commercio                 | Barroso I        | 2009-2010      | ÖVP     |
| Benita Ferrero-Waldner | Relazioni esterne e politica europea di vicinato         | Barroso I        | 2004-2009      | ÖVP     |
| Franz Fischler         | Agricoltura, sviluppo rurale e pesca                     | Prodi            | 1999-2004      | ÖVP     |
| Franz Fischler         | Agricoltura e sviluppo rurale                            | Santer e Marín   | 1995-1999      | ÖVP     |